# 格兰特·哈迪
格兰特·哈迪（英語：Grant Hardie，1992年3月27日—），生于邓弗里斯，苏格兰男子冰壶运动员。他曾代表英国参加2022年冬季奥林匹克运动会冰壶比赛，获得一枚银牌。